# Ото Нојмилер
Ото Нојмилер (9. новембар 1908 — непознат) био је аустријски кануиста који се такмичио 30-их година прошлог века. Освојио је златну медаљу и постао први светски првак на 1. Светском првенству 1938. у Ваксхолму, Шведска у дисциплини кану једниклек Ц-1 1.000 м. Такмичио се као такмичар Трећег рајха.
Нојмилер се такмичио и на Летњим олимпијским играма 1936. у Берлину где је у дисциплини Ц-1 освојио 4. место.